# Cellule photoélectrique
Pour les articles homonymes, voir cellule.

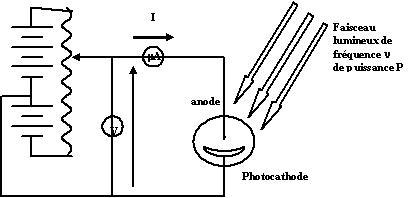
Schéma de principe d'une cellule photoélectrique

Une cellule photoélectrique (dite aussi cellule photovoltaïque ou photorésistance) est un dispositif composé d'un capteur photosensible, dont les propriétés électriques (tension, résistance, etc.) varient en fonction de l'intensité du rayonnement lumineux capté.
Cette variation de propriétés peut être utilisée de différentes manières.

## Applications
L'importance de la variation de résistance de la photorésistance étant proportionnelle à l'intensité du rayonnement lumineux, la cellule photoélectrique permet de mesurer une intensité lumineuse et d'actionner divers dispositifs.

### Capteur
La cellule photo électrique est souvent utilisée dans des applications en « tout ou rien », par exemple :
- interrupteur crépusculaire permettant, entre autres, l'allumage automatique des feux d'une automobile ou la fermeture automatique de volets ou de stores électriques ;
- détecteur de passage devant un faisceau de lumière (parfois infrarouge) utilisé, entre autres, dans les alarmes

### Mesure de l'intensité lumineuse
La mesure de l'intensité lumineuse est utilisée pour :
- effectuer la mesure du flux lumineux grâce à un luxmètre ;
- permettre le réglage de la durée d'exposition d'un appareil photo numérique.

### Musique
Quatre cellules photoélectriques autour d'une ampoule clignotante constituent la base de la pédale d'effet UniVibe créé en 1967 et produisant un son tourbillonnant assez doux.
La marque allemande Welte utilise une technologie à base de cellules photoélectriques pour fabriquer des orgues électroniques, les Lichtton-Orgel. L'onde sonore est générée par le passage du disque rotatif dans un lecteur optique (une source lumineuse d'un côté, une cellule photoélectrique de l'autre, traduisant les variations de lumière en oscillations électriques).